# Bōnenkai
Una bōnenkai (忘年会, literalmente, “una reunión para olvidar el año”) es una fiesta japonesa en la que se bebe alcohol, que tiene lugar en diciembre y que, normalmente, se celebra entre compañeros de trabajo o amigos. El propósito de la fiesta, como su propio nombre indica, es olvidarse de las penas y los problemas del año que finaliza y, mirar con esperanza el nuevo, habitualmente, consumiendo grandes cantidades de alcohol. Una bōnenkai no tiene lugar un día específico, sino que se celebra a lo largo de diciembre.
Las bōnenkai pueden organizarse entre grupos de amigos o compañeros de trabajo, o bien una empresa o una oficina invita a sus empleados. Sin embargo, estas no forman parte de la celebración shōgatsu del Nuevo Año, que dura hasta el 3 de enero, sino que son una manera de finalizar el año celebrándolo en grupo.
Esta tradición empezó en el siglo XV, durante el periodo Muromachi, como una reunión de agradecimiento. En aquel entonces, las fiestas se conocían como nōkai (納会, “celebración del gran logro”), pero, a partir del siglo XVIII, pasaron a conocerse como bōnenkai o fiestas de fin de año. Las bōnenkai se conciben como momentos para el bureikō (無礼講), o lo que es lo mismo, soltarse la melena y no preocuparse de la relación formal entre el jefe y el empleado, o del rango y la diferencia de edad.
Cuando las empresas deciden celebrar una bōnenkai, han de tener en cuenta varios aspectos antes de planearla y uno de ellos es asegurarse de que participen suficientes trabajadores y directivos. Además, intentan establecer un coste general de no más de 5000 yenes por persona, que se utilizan para cubrir el precio de la fiesta y así los empleados no pierden el interés por tener que participar en un evento demasiado caro. Algunas empresas pagan el coste completo de la fiesta y, a veces, optan por celebrarla en sus propias instalaciones, en vez de en un izakaya tradicional (que es un restaurante o establecimiento de consumo de bebidas donde se celebran la mayoría de las bōnenkai) para así ahorrar mucho dinero en el proceso.

## Historia
Desde finales del siglo XVI, se han celebrado banquetes y fiestas con objetivos similares a la bōnenkai de la era moderna. El 30 de diciembre, grupos de señores Samuráis se reunían para celebrar lo que llamaban “el olvido del año”. Este consistía en actividades típicas de las clases altas, como escribir y recitar poesía, e iba seguido de un gran banquete. Este tipo de fiestas no se popularizaron entre la población japonesa hasta la abolición del sistema de gobierno feudal a finales del siglo XIX.
Alrededor del mismo periodo, se publicó en un periódico una historia escrita por el autor japonés Tsubouchi Shōyō, titulada 忘年会 (Bōnenkai), que describía una de estas fiestas, donde había conversaciones ruidosas, bebida en abundancia y Geishas para el entretenimiento. En el Japón de la posguerra, los “sistemas de empleo vitalicio” establecidos por algunas empresas incorporaron muchos eventos organizados por estas mismas y, uno de ellos, normalmente, era una bōnenkai para finalizar el año, que tenía lugar en diciembre.